# سن-ژان-پورت-ژولی، کبک
سن-ژان-پورت-ژولی (به فرانسوی: Saint-Jean-Port-Joli) شهری در منطقه شهری لیزله ناحیه شودییر-آپالاش در استان کبک کانادا است. در سرشماری سال ۲۰۱۱ این شهر ۳٬۴۱۵ نفر جمعیت داشته‌است و مساحت آن ۶۸٫۵۵ کیلومتر مربع است.